# Thành bang Hy Lạp
Thành bang hay Polis (/ˈpɒlɪs/; tiếng Hy Lạp cổ: πόλις phát âm [pólis]), số nhiều poleis (/ˈpɒleɪz/, πόλεις [póleːs]), có nghĩa là thành phố ở Hy Lạp. Trong sử ký hiện đại, "Polis" thường được sử dụng để chỉ đến thành bang Hy Lạp cổ đại, chẳng hạn như Athena cổ điển và những thành phố đương thời, vì vậy Polis thường được dịch là Nhà nước thành bang.